# Липицкий, Василий Семёнович
Василий Семёнович Липицкий (род. 19 июня 1947 года, Москва) — советский и российский философ, политический деятель, депутат Государственной думы первого созыва (1993—1995), доктор философских наук, профессор.

## Биография
Сын историка С. В. Липицкого.
- В 1964—1965 годах[уточнить] — старший архивно-технический сотрудник Центрального архива древних актов.
- В 1970 году окончил исторический факультет МГУ имени М. В. Ломоносова (специальность — история КПСС), был заведующим сектором комитета ВЛКСМ МГУ[1].
- В 1970—1973 годах — инструктор Центрального штаба студенческих строительных отрядов ЦК ВЛКСМ. Защитил кандидатскую диссертацию «Производительный труд как фактор формирования советского специалиста: по материалам „третьего семестра“ студенческой молодёжи» (1974).
- В 1973—1983 годах — старший научный сотрудник, заведующий отделом проблемной научно-исследовательской лаборатории коммунистического воспитания молодёжи МГУ.
- В 1983—1990 годах — исполняющий обязанности старшего научного сотрудника, заместитель руководителя редакции, заведующий сектором отдела истории КПСС ИМЛ при ЦК КПСС. Защитил докторскую диссертацию «Проблемы стимулирования созидательной деятельности человека: марксистско-ленинская методология и современность» (1989).
- В 1990—1991 годах — член ЦК Компартии РСФСР. В августе 1991 года исключён из КПСС на пленуме ЦК за организацию учредительной конференции Демократической партии коммунистов России.
- В 1991 году — член Совета Движения демократических реформ; с октября — председатель правления Народной партии «Свободная Россия» (НПСР). Заместитель директора ИСПИ РАН (1991—1998).
- В 1993 году — соучредитель Политико-экономической ассоциации «Гражданский союз», председатель исполкома ассоциации. В декабре 1993 года был избран в Госдуму по одномандатному округу.
- На II съезде НПСР в апреле 1994 года вновь избран председателем правления партии, переименованной в Российскую социал-демократическую народную партию (РСДНП).
- В июне 1994 года вступил в Российский социал-демократический центр (РСДЦ), вокруг которого формировалось межпартийное объединение Российский социал-демократический союз (РСДС).
- На учредительном съезде РСДС 30 октября 1994 года был избран одним из троих сопредседателей (наряду с Александром Оболенским и Игорем Юргенсом).
- В феврале 1995 года избран заместителем председателя Движения «Союз реалистов» (ДСР), созданного Юрием Петровым. Член Политического консультативного совета при Президенте РФ (1995—1999), начальник управления Министерства РФ по делам СНГ (1998—1999).
- В 1999—2002 годах — секретарь политсовета движения «Отечество» Юрия Лужкова, с 2001 года — советник мэра Москвы Юрия Лужкова, член контрольно-ревизионной комиссии партии «Единая Россия».
- С 2002 года — исполнительный директор, секретарь правления РИО-центра, затем Института современного развития[2].
- С 2004 по 2014 год — председатель исполнительного совета Высшей школы права, затем — Панъевропейской высшей школы (Братислава, Словакия), основанной совместно с Яном Чарногурским и Александром Сомовым[3].
- С 2014 года — гражданин Словацкой Республики[3]. Действительный член Российской академии социальных наук[4] и Академии политической науки РФ.

## Семья
Супруга — Ирина, врач-биохимик. Дети: Екатерина (педагог), Семён (бизнесмен). Внуки: Кирилл Борисов, Фёдор Шепарнев, Василий, Мария, Степан и Антония Липицкие.